# Lesbian Nation (boek)
Lesbian Nation: The Feminist Solution is een boek uit 1973 van de Amerikaanse lesbisch- en radicaalfeministische auteur Jill Johnston. Het werd oorspronkelijk gepubliceerd als serie essays in de New Yorkse krant The Village Voice.
Johnston was ontevreden over de bestaande vrouwen- en homobewegingen en meende dat de vrouwenemancipatie niet bereikt kon worden door hervormingsgericht feminisme. In de essays zette Johnston haar opvattingen uiteen over het radicaal lesbisch feminisme. Ook brak ze een lans voor afscheiding door lesbische vrouwen van het mainstream feminisme.
Het boek wordt daarnaast gezien als een manifest voor een 'lesbisch land', maar het is onduidelijk of dat ook de bedoeling van de auteur was en de uitgever koos de titel van het boek. Bovendien maakt ze kwistig gebruik van woordspelingen en satire, zodat niet altijd duidelijk is wat ze precies oppert. Toch maakt zich duidelijk sterk voor het lesbisch separatisme en stelt zij dat vrouwen geheel zouden moeten breken met mannen en de door de mannen gedomineerde maatschappij. Tegelijk is het boek vooral een wat chaotische kijk op de tijdgeest, en allerminst een blauwdruk voor een separatistische organisatie of land. Niettemin schrijft ze op pagina 258:

to buy up a lot of space and establish a chain of lesbos on the mainland and invite the lesbian population and ... just forget about the men(een boel land aankopen en een keten van lesbos vestigen op het vasteland en de lesbische bevolking uitnodigen en ... de mannen gewoon vergeten)

## Navolging
Lesbisch-feministen in de VS en West-Europa zetten in de jaren zeventig en tachtig tal van culturele organisaties op, die vooral of exclusief op lesbische vrouwen gericht waren. Daaronder vallen vrouwenboekwinkels, festivals, magazines, uitgeverijen, een geheel nieuw genre 'vrouwenmuziek' en vormen van homohoreca. Met name in de VS ontstonden veel lesbische communes, in de steden en op het platteland, die women's land genoemd worden. Het was de gedachte dat er aan een wereldwijde gemeenschap van lesbische vrouwen werd gewerkt en 'het lesbisch land', ofwel de Lesbian Nation, was de naam van die gemeenschap en een metafoor voor autonomie ervan.
Het Nederlandse lesbisch-feministische collectief Lesbian Nation, dat met de gedachte van zo'n commune speelde, maar uiteindelijk vooral veel culturele instellingen voortbracht, vernoemde zich naar dit boek.